# Kevin Shattenkirk
Kevin Shattenkirk (* 29. ledna 1989, Greenwich, Connecticut) je americký hokejový obránce hrající v týmu Anaheim Ducks v severoamerické lize NHL.

## Úspěchy

### Individuální úspěchy
- All-Star Team na MS 18' – 2007
- Nejlepší obránce na MS 18' – 2007
- Hockey East 2. All-Star Team – 2008/09
- New England D1 All-Stars – 2008/09
- U20 WJC Top 3 Player on Team – 2009

### Kolektivní úspěchy
- Stříbrná medaile na světovém hokejovém turnaji 17' – 2006
- Stříbrná medaile na MS 18' – 2007
- Vítěz mistrovství NCAA – 2008/09
- Vítěz Hockey East – 2008/09

## Klubové statistiky
| Sezona      | Klub                            | Soutěž      | Základní část | Základní část | Základní část | Základní část | Základní část | Play off | Play off | Play off | Play off | Play off |
| Sezona      | Klub                            | Soutěž      | Z             | G             | A             | B             | TM            | Z        | G        | A        | B        | TM       |
| ----------- | ------------------------------- | ----------- | ------------- | ------------- | ------------- | ------------- | ------------- | -------- | -------- | -------- | -------- | -------- |
| 2005/06     | U. S. National Development Team | USDP        | 53            | 13            | 20            | 33            | 31            | –        | –        | –        | –        | –        |
| 2006/07     | U. S. National Development Team | USDP        | 48            | 12            | 22            | 34            | 60            | –        | –        | –        | –        | –        |
| 2007/08     | Boston University               | HE          | 40            | 4             | 17            | 21            | 38            | –        | –        | –        | –        | –        |
| 2008/09     | Boston University               | HE          | 43            | 7             | 21            | 28            | 40            | –        | –        | –        | –        | –        |
| 2009/10     | Boston University               | HE          | 38            | 7             | 22            | 29            | 38            | –        | –        | –        | –        | –        |
| 2009/10     | Lake Erie Monsters              | AHL         | 3             | 0             | 2             | 2             | 0             | –        | –        | –        | –        | –        |
| 2010/11     |                                 | AHL         | 10            | 0             | 0             | 0             | 10            | –        | –        | –        | –        | –        |
| 2010/11     | Colorado Avalanche              | NHL         | 46            | 7             | 19            | 26            | 20            | –        | –        | –        | –        | –        |
| 2010/11     | St. Louis Blues                 | NHL         | 26            | 2             | 15            | 17            | 16            | –        | –        | –        | –        | –        |
| 2011/12     | St. Louis Blues                 | NHL         | 81            | 9             | 34            | 43            | 60            | 9        | 1        | 1        | 2        | 6        |
| 2012/13     | TPS Turku                       | SM-l        | 12            | 2             | 4             | 6             | 22            | –        | –        | –        | –        | –        |
| 2012/13     | St. Louis Blues                 | NHL         | 48            | 5             | 18            | 23            | 20            | 6        | 0        | 2        | 2        | 6        |
| 2013/14     | St. Louis Blues                 | NHL         | 81            | 10            | 35            | 45            | 38            | 6        | 1        | 4        | 5        | 2        |
| 2014/15     | St. Louis Blues                 | NHL         | 56            | 8             | 36            | 44            | 52            | 6        | 0        | 8        | 8        | 2        |
| 2015/16     | St. Louis Blues                 | NHL         | 72            | 14            | 30            | 44            | 51            | 20       | 2        | 9        | 11       | 19       |
| 2016/17     | St. Louis Blues                 | NHL         | 61            | 11            | 31            | 42            | 37            | –        | –        | –        | –        | –        |
| 2016/17     | Washington Capitals             | NHL         | 19            | 2             | 12            | 14            | 10            | 13       | 1        | 5        | 6        | 6        |
| 2017/18     | New York Rangers                | NHL         | 46            | 5             | 18            | 23            | 44            | –        | –        | –        | –        | –        |
| 2018/19     | New York Rangers                | NHL         | 73            | 2             | 26            | 28            | 20            | —        | —        | —        | —        | —        |
| 2019/20     | Tampa Bay Lightning             | NHL         | 70            | 8             | 26            | 34            | 38            | 25       | 3        | 10       | 13       | 6        |
| 2020/21     | Anaheim Ducks                   | NHL         | 55            | 2             | 13            | 15            | 28            | —        | —        | —        | —        | —        |
| 2021/22     | Anaheim Ducks                   | NHL         | 82            | 8             | 27            | 35            | 36            | —        | —        | —        | —        | —        |
| 2022/23     | Anaheim Ducks                   | NHL         | 75            | 4             | 23            | 27            | 56            | —        | —        | —        | —        | —        |
| 2023/24     | Boston Bruins                   | NHL         | 61            | 6             | 18            | 24            | 18            | 6        | 0        | 1        | 1        | 0        |
| NHL celkově | NHL celkově                     | NHL celkově | 952           | 103           | 381           | 484           | 544           | 91       | 8        | 40       | 48       | 47       |

### Reprezentační statistiky
| 2007                   | USA 18'                | MS 18'                 | 7  | 1 | 4  | 5  | 2 |
| 2009                   | USA 20'                | MSJ                    | 6  | 1 | 8  | 9  | 4 |
| 2011                   | USA                    | MS                     | 7  | 1 | 2  | 3  | 6 |
| 2014                   | USA                    | ZOH                    | 6  | 0 | 3  | 3  | 0 |
| Juniorská reprezentace | Juniorská reprezentace | Juniorská reprezentace | 13 | 2 | 12 | 14 | 6 |
| Seniorská reprezentace | Seniorská reprezentace | Seniorská reprezentace | 13 | 1 | 5  | 6  | 6 |